# Schrotrauschen
Schrotrauschen (auch Poissonsches Schrotrauschen oder Schottky-Rauschen) ist in der Optik und der Elektronik eine Form des weißen Rauschens, welche durch einen Poissonprozess modelliert werden kann.

## Bei elektrischem Strom
Elektrisches Schrotrauschen tritt immer dann auf, wenn ein elektrischer Strom eine Potentialbarriere überwinden muss.
Das Schrotrauschen rührt daher, dass sich der Gesamtstromfluss aus der Bewegung einzelner Ladungsträger (Elektronen oder Löcher) zusammensetzt und jeder Ladungsträger für sich diese Barriere überquert. Dieses geschieht nicht gleichmäßig, sondern ist ein stochastischer Prozess. In der Summe sind auch auf makroskopischer Ebene gewisse Schwankungen des Stromflusses zu beobachten.
Das gemittelte Quadrat des Rauschstroms {\displaystyle i} lässt sich durch die Gleichung
{\displaystyle {\overline {i_{\text{Rausch}}^{2}}}=2eI\Delta f}
ausdrücken, wobei
- {\displaystyle e} die Elementarladung,
- {\displaystyle I} der im Leiter fließende Strom und
- {\displaystyle \Delta f} die Bandbreite der Messung ist.

Die Größe des Schrotrauschens hängt also von der Größe des fließenden Stromes ab und zeigt keine direkte Temperaturabhängigkeit. Dadurch ist sie vom Rauschen im thermischen Gleichgewicht, dem Johnson-Nyquist-Rauschen, zu unterscheiden.
Für technische Frequenzen ist das Rauschstromquadrat proportional zur Breite {\displaystyle \Delta f} des Frequenzbandes, aber unabhängig von der Frequenz. Erst ab Frequenzen, deren Periode so kurz wie etwa die Transitzeit ist, fällt der Schroteffekt ab mit {\displaystyle 1/f^{2}}.
Schrotrauschen ist in der Elektronik, der Nachrichtentechnik und der grundlegenden Physik wichtig, da es zur Messung des Rauschens (Rauschzahl und Rauschtemperatur) elektronischer Bauteile verwendet werden kann. Dazu werden Halbleiterdioden mit Lawinendurchbruch als Rauschnormale an eine vorgegebene Wellenimpedanz {\displaystyle Z} angepasst und mit einer Kalibrationstabelle geliefert, welche die Rauschleistungsdichte als Funktion des Diodenstromes angibt. Diese Rauschquelle wird dem zu messenden Vierpol vorgeschaltet.

## In der Optik

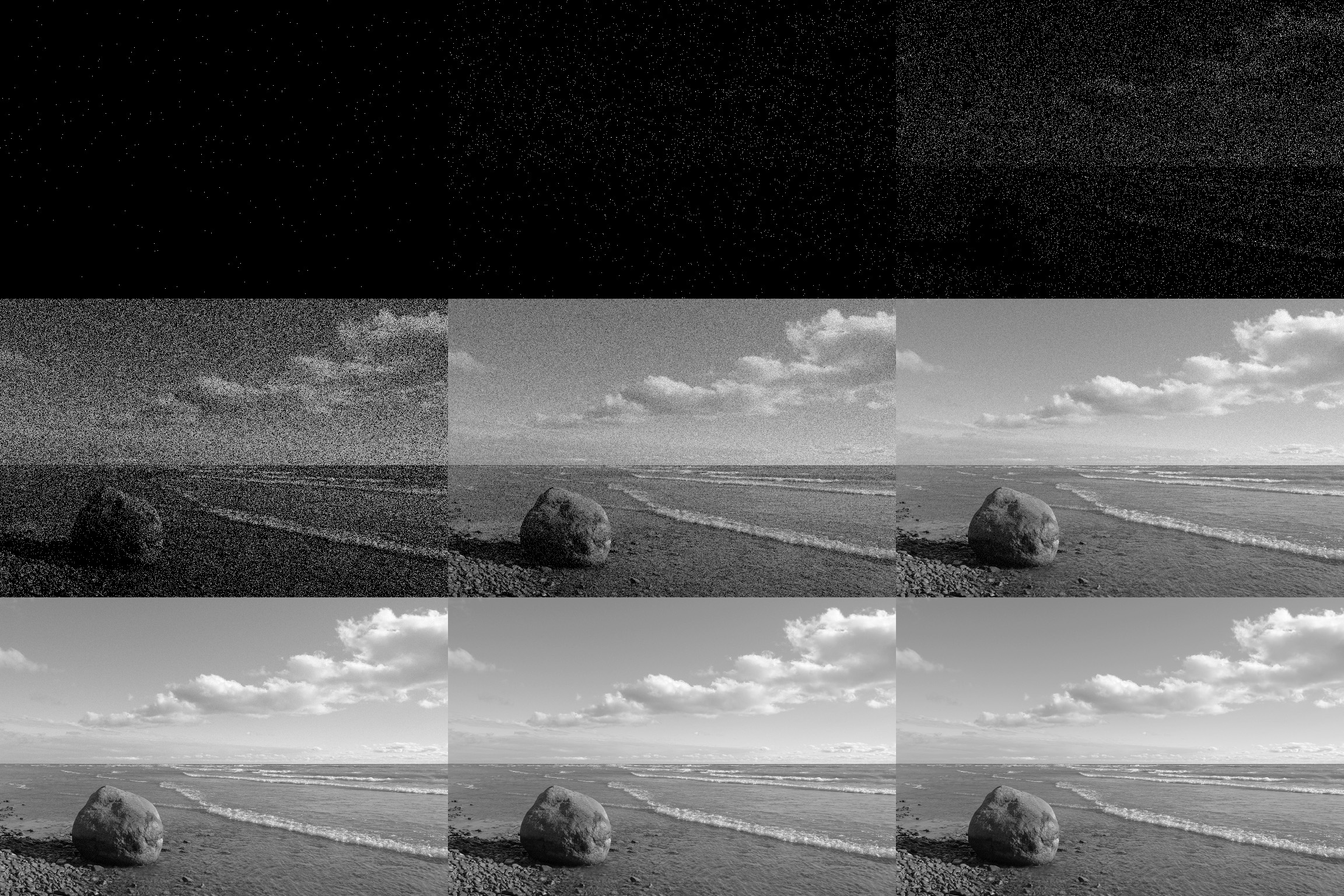
Anzahl der Photonen pro Pixel wächst von links nach rechts und von oben nach unten

Aufgrund der Quantisierung in einzelne Photonen ist auch die Leistung einer idealen, monochromatischen Strahlungsquelle nicht völlig konstant, sondern weist kleine Abweichungen {\displaystyle \Delta p} von der mittleren Leistung {\displaystyle P} auf. Das gemittelte Quadrat der Leistungsabweichungen lässt sich durch die Gleichung
{\displaystyle {\overline {\Delta p^{2}}}=2h\nu P\Delta f\,}
ausdrücken, wobei
- {\displaystyle h} die Planck-Konstante,
- {\displaystyle \nu } die Frequenz der Strahlung (Größenordnung 1014 Hz) und
- {\displaystyle \Delta f} die Bandbreite der Messung ist.

Da dieses Rauschen nicht durch technische Maßnahmen unterdrückt werden kann, wird auch die Bezeichnung Schrotrauschgrenze verwendet.

## Regentropfen
Regentropfen erzeugen ein Schrotrauschen, da sie unabhängig voneinander fallen. Sie ähneln quantisierten Teilchen, da ihre Größe mit 2–3 mm Durchmesser kaum schwankt.